# 小行星2309
(2309) 史巴克先生（2309 Mr. Spock）是在1971年8月1日被詹姆斯·B·吉布森（James B. Gibson）發現的一顆主帶小行星，直徑大約20公里。發現者是在位於阿根廷El Leoncito的耶魯-哥倫比亞工作站工作，專門研究彗星、小行星和銀河系的專業天文學家。
這顆小行星的名字不是直接來自《星際爭霸戰》中的史巴克，而是在成為科幻小說中的人物之後，間接來自發現者所養的公貓。這隻稱為史巴克的貓被喜歡他的吉普生形容為像它的同名者：「沉著、邏輯、智慧化，並有著尖的耳朵」。這隻貓曾經陪同吉普生在美國、非洲、和南美洲進行天文觀測。這個名字引來一片譁然，隨後國際天文學聯合會決定以後不准再使用寵物的名字。在此之後，有不少的其它小行星使用星際爭霸戰劇中人物的名字，音樂家和流行文化中的其他元素也被採用。

## 外部連結
- Mr. Spock (1971 QX1) JPL Small-Body Database Browser on 2309 Mr. Spock (1971 QX1) （页面存档备份，存于）
- Name those asteroids （页面存档备份，存于） – "In Our Skies" sample column, Southwest Institute for Space Research (February 13, 1998)